# Julius Wernher

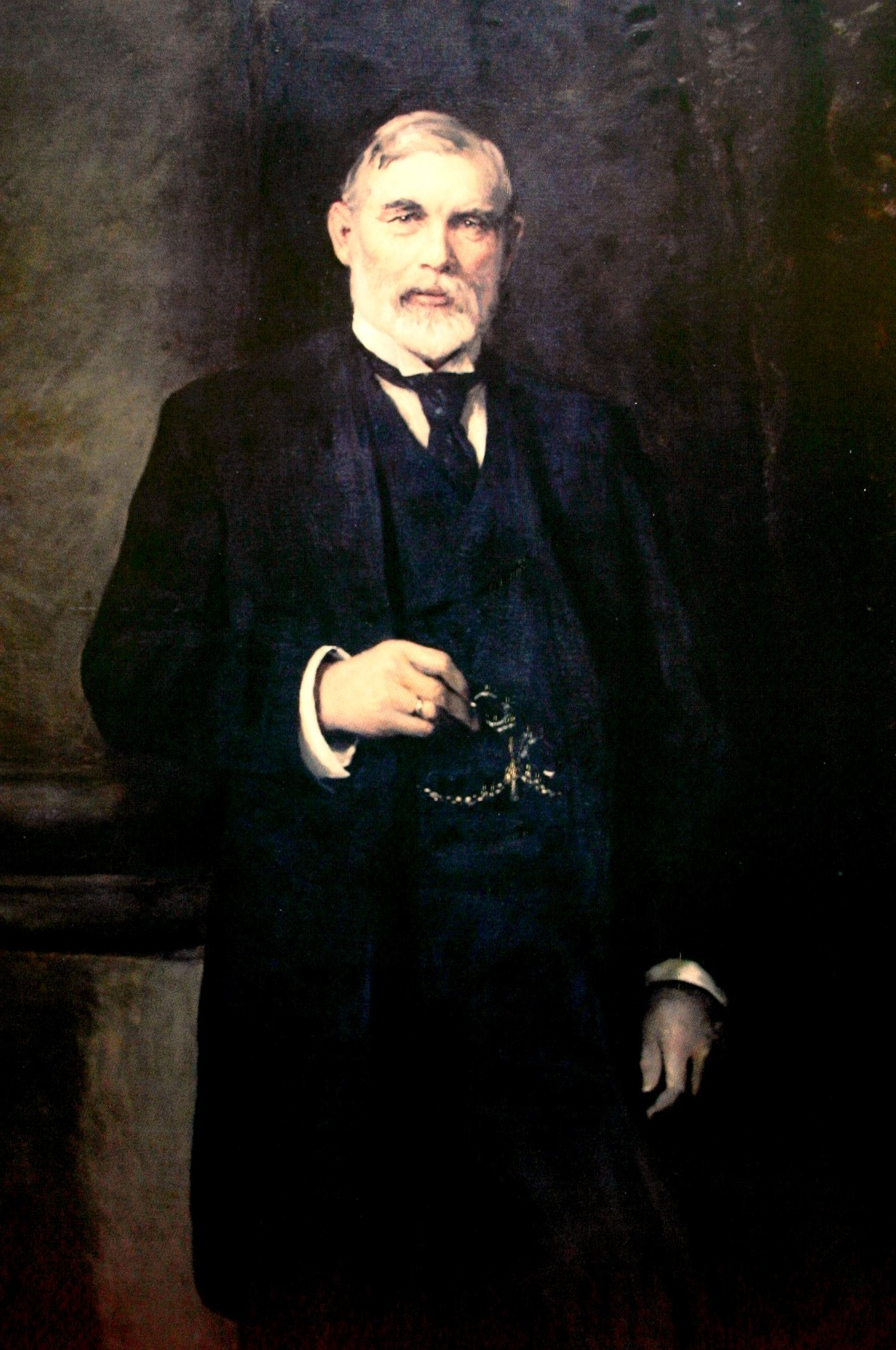
Hubert von Herkomer: Porträt von Sir Julius Charles Wernher, 1. Baronet, 1912

Sir Julius Charles Wernher, 1. Baronet (* 9. April 1850 als Julius Carl Wernher in Darmstadt; † 21. Mai 1912) war ein in Deutschland geborener Diamantenhändler und Kunstsammler, der zum englischen Establishment gehörte.

## Familie
Wernher war ein Sohn des Friedrich August Wernher, Baudirektor der Hessischen Ludwigsbahn, und seiner Ehefrau Elise, geb. Weidenbusch. Er heiratete Alice Sedgwick Mankiewicz. Aus dieser Ehe gingen drei Söhne hervor.

## Leben
Wernher wurde in Darmstadt, Hessen geboren und in einer Bank in Frankfurt ausgebildet. 1871, mit 21 Jahren, zog er nach London, wo Jules Porgès sein geschäftliches Talent entdeckte. Porgès war ein bedeutender Diamantenhändler mit seiner Firma Porgès & Cie, Paris. Er sandte Wernher 1873 als seinen Vertreter und Diamanteneinkäufer zu den Diamantenminen in Kimberley, Kapkolonie.
In Kimberley lernte Wernher Alfred Beit kennen, der auch wie Wernher 1880 Teilhaber von Porgès & Cie wurde. 1890 zog Jules Porgès sich aus dem Geschäft zurück und Beit und Wernher gründeten als Nachfolgefirma Wernher, Beit & Co. Zusammen mit Beit hatte Wernher großen Erfolge im Diamant- und Goldhandel und wurde zu einem der reichsten Männer Englands seiner Zeit.
Die Straßenbahn Lissabon wurde mitsamt dem gesamten Netz zwecks Kapitalbeschaffung an die 1899 neu gegründete Lisbon Electric Tramways Ltd. aus Großbritannien, eine Tochtergesellschaft der Wernher, Beit & Co., für 99 Jahre verpachtet.
Sein Vermögen betrug zum Zeitpunkt seines Todes etwa 12 Millionen Pfund. 1905 wurde ihm der erbliche Adelstitel eines Baronet, of Luton Hoo in the County of Bedford, verliehen.

## Kunst
Wernher schuf sich eine reiche Kunstsammlung, die großenteils im Ranger’s House in Greenwich zu sehen ist.